# Escola de rock
Escola de rock (School of Rock en anglès) és una pel·lícula de comèdia de 2003 dirigida per Richard Linklater, produïda per Scott Rudin i escrita per Mike White. És protagonitzada per Jack Black, Joan Cusack, Mike White i Sarah Silverman. Black interpreta al guitarrista de rock en dificultats Dewey Finn, que és acomiadat de la seva banda i, posteriorment, es fa passar com a professor substitut en una prestigiosa escola de preparació. Després de presenciar el talent musical dels estudiants, Dewey forma una banda d'alumnes de quart per intentar guanyar la propera Batalla de les Bandes i utilitzar els ingressos per pagar el lloguer. Ha estat subtitulada al català.
Escola de rock es va estrenar el 3 d'octubre de 2003 per Paramount Pictures, recaptant 131 milions de dòlars a tot el món amb un pressupost de 35 milions de dòlars. La pel·lícula va rebre crítiques positives, amb elogis per l'actuació i l'humor de Black. Va ser la comèdia de temàtica musical més taquillera de tots els temps fins al llançament de Pitch Perfect 2 el 2015. Una adaptació musical escènica es va estrenar a Broadway el desembre de 2015. i una adaptació televisiva per a Nickelodeon es va estrenar el 12 de març de 2016.

## Repartiment
- Jack Black, Dewey Finn (cantant i guitarra), guitarrista enèrgic i amb poca sort.
- Miranda Cosgrove, Summer "Campanilla" Hathaway (mànager del grup), delegada de classe.
- Kevin Clark, Freddy "Loco McGee" Jones (bateria).
- Joey Gaydos Jr., Zack "Zack-Attack" Mooneyham (guitarrista).
- Robert Tsai, Lawrence "Sr Guay" (teclats)
- Rivkah Reyes, Katie "Spice Pija" (sota).
- Aleisha Allen, Alícia "Bocahierros" (cantant).
- Brian Falduto, Billy "Cursinolis" (estilista del grup).
- Caitlin Hale, Marta "Blondie" (cantant).
- Maryam Hassan, Tomika "Bocatapavo" (cantant).
- Zachary Infante, Gordon "Correcaminos" (assistent, llums).
- James Hosey, Marc "Pastanaga" (assistent, efectes especials).
- Jordan-Claire Green, Michelle (groupie).
- Veronica Afflerbach, Eleni (groupie).
- Angelo Massagli, Frankie "Oncle dur" (seguretat).
- Cole Hawkins, Leonard "Tap" (seguretat).

## Producció
El concepte del guionista Mike White per a la pel·lícula es va inspirar en The Langley Schools Music Project. Jack Black una vegada va ser testimoni d'una immersió escènica que va sortir malament involucrant Ian Astbury de la banda de rock The Cult, que va arribar a la pel·lícula. Moltes escenes de la pel·lícula es van rodar per la zona de la ciutat de Nova York. L'escola retratada a Escola de rock és en realitat Main Hall del Wagner College a Staten Island. Un dels teatres utilitzats en molts dels plans va ser al Union County Performing Arts Center situat a Rahway, Nova Jersey.

## Cançons
| Núm.          | Títol                                                                      | Artista                                | Durada |
| ------------- | -------------------------------------------------------------------------- | -------------------------------------- | ------ |
| 1.            | «School of Rock»                                                           | School of Rock (amb The Mooney Suzuki) | 4:14   |
| 2.            | «Your Head and Your Mind and Your Brain» (diálogo)                         | Jack Black                             | 0:36   |
| 3.            | «Substitute»                                                               | The Who                                | 3:47   |
| 4.            | «Fight»                                                                    | No Vacancy                             | 2:35   |
| 5.            | «Touch Me»                                                                 | The Doors                              | 3:10   |
| 6.            | «I Pledge Allegiance to the Band...» (diálogo)                             | Jack Black                             | 0:49   |
| 7.            | «Sunshine of Your Love»                                                    | Cream                                  | 4:10   |
| 8.            | «Immigrant Song»                                                           | Led Zeppelin                           | 2:23   |
| 9.            | «Set You Free»                                                             | The Black Keys                         | 2:44   |
| 10.           | «Edge of Seventeen»                                                        | Stevie Nicks                           | 5:26   |
| 11.           | «Heal Me, I'm Heartsick»                                                   | No Vacancy                             | 4:46   |
| 12.           | «Growing on Me»                                                            | The Darkness                           | 3:29   |
| 13.           | «Ballrooms of Mars»                                                        | T. Rex                                 | 4:08   |
| 14.           | «Those Who Can't Do...» (diálogo)                                          | Jack Black                             | 0:41   |
| 15.           | «My Brain Is Hanging Upside Down (Bonzo Goes To Bitburg)»                  | Ramones                                | 3:53   |
| 16.           | «T.V. Eye»                                                                 | The Stooges                            | 5:22   |
| 17.           | «It's a Long Way to the Top (If You Wanna Rock 'n' Roll)» (covering AC/DC) | School of Rock cast                    | 5:51   |
| 18.           | «Back in Black»                                                            | AC/DC                                  | 4:14   |
| Durada total: | Durada total:                                                              | Durada total:                          | 63:16  |